# Ведмедівська криниця (пам'ятка природи)
Ведмедівська криниця — гідрологічна пам'ятка природи місцевого значення в Україні. Розташована на схід від с. Покровське Кролевецького району Сумської області у заплаві річки Ведмедівка - притоки річки Ворголка. 
Площа - 7,6 га. Статус надано 01.12.2006 року. Перебуває у віданні Ярославецької сільської ради та ДП «Кролевецький агролісгосп».
Охороняється унікальне гідрогеологічне утворення – самовиливне джерело води добрих смакових якостей зі значним дебітом та прилегла природна територія з популяцією рослини, занесеної до Червоної книги України - зозульки травневі. 
Має особливе природоохоронне, наукове, рекреаційне, еколого-освітнє та виховне значення.